# Уллындо
Уллындо (кор. 울릉도?, 鬱陵島?) — остров в Японском море в 120 километрах восточнее Корейского полуострова. Принадлежит Южной Корее. В XIX веке и в первой половине XX века европейцам был известен под названием Дажелет.

## Наименование
В 1787 году экспедиция Лаперуза, исследовавшая восточное побережье Кореи, обнаружила этот остров и назвала его Дажеле (фр. Dagelet) по имени медика и астронома экспедиции, Жозефа Лепота Дажеле. Карта острова была также составлена в 1887—1888 годах географами корвета «Витязь» (под командованием С. Макарова) и опубликована в 1889 году.
До XX века в Европе и России остров носил имя Дажеле или Дажелет. Император Кореи Коджон своим указом № 41 от 25 октября 1900 года распорядился именовать остров Уллындо и назначил чиновника для управления им. Однако даже в документах мирного договора в Сан-Франциско 1951 года остров всё ещё фигурировал как Дажеле.

## История
Согласно археологическим исследованиям остров был населён в I тысячелетии до н. э.. Археологические памятники данного периода включают несколько дольменов и могильники. 
Первое письменное упоминание Уллындо содержится в хронике Самгук Саги и относится к 512 году, когда королевство Силла завоевало остров, ранее занятый племенным союзом Усан. В корейских хрониках записана легенда о том, как генерал и политик Ким Исабу захватил Уллындо, использовав макеты деревянных львов, чтобы запугать местных жителей: чтобы заставить их сдаться, он показал на макеты львов на своих кораблях и сказал, что островитяне не капитулируют, то он выпустит львов на остров и они тогда растерзают там всех.
Усангук, однако, еще долго после этого не входило в состав Силла, являясь его данником, но сохраняя значительную внутреннюю самостоятельность. Постоянной политической частью Кореи оно стало только в 930 году, когда было окончательно аннексировано государством Корё. Удалённость от основной части страны делала затруднительной оборону острова во время правления династий Корё и Чосон. Он страдал от пиратских набегов чжурчжэней и японцев. Значительной проблемой для корейского правительства являлось и то обстоятельство, что сами жители Уллындо также совершали набеги на материк под видом японских пиратов вако. После многочисленных стычек с японцами король Тхэджон в 1417 году решил проблему защиты острова самым радикальным образом - он приказал выселить всё его население на материк, сделав остров необитаемым. Однако запрет на проживание на острове фактически не выполнялся, поскольку на Уллындо приезжало много людей с материка, скрывавшихся от воинской службы и уплаты налогов. Это было возможно ввиду отдаленности острова, из-за чего он редко посещался корейскими чиновниками и мало контролировался ими. Тем не менее корейские хроники содержат множество сообщений о наказании людей, посмевших нарушить запрет жить на Уллындо и захваченных там властями.
Установленный королем Тхэджоном запрет на проживание продолжал действовать свыше 460 лет вплоть до 1881 года, когда правительство Кореи разрешило основывать на Уллындо постоянные поселения. Для обследования острова был послан королевский прокурор Ли Кю Вон, который провел на Уллындо десять дней, изучая местность и намечая места стоянок судов для сообщения с Корейским полуостровом. Согласно его докладу, в то время на острове проживало всего 106 человек. Согласно его дневнику, в ходе поездки он встретил 132 корейца и 8 японцев.
В 1889 году Россия попыталась завладеть Уллындо, выслав для этого два корвета, однако протесты Японии и Великобритании заставили Россию отказаться от аннексии острова. В конечном счёте эта попытка территориального захвата была одной из причин издания королём Коджоном 25 октября 1900 года правительственного указа N 41, окончательно закрепившего принадлежность острова за Кореей.
16 мая 1905 года российский крейсер «Дмитрий Донской»  в ходе «Цусимского сражения», получив тяжелые повреждения в бою с японскими крейсерами, был затоплен своим экипажем в двух милях к югу от острова Уллындо. Часть спасшегося экипажа российского крейсера на спасательных средствах достигла острова, где и была захвачена в плен японским десантом.

## Старые корейские карты

Усан
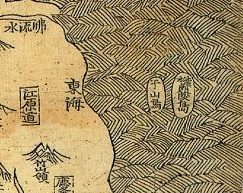
Чосон карта(1530): Уллындо (鬱陵島) и Усан (于山島)
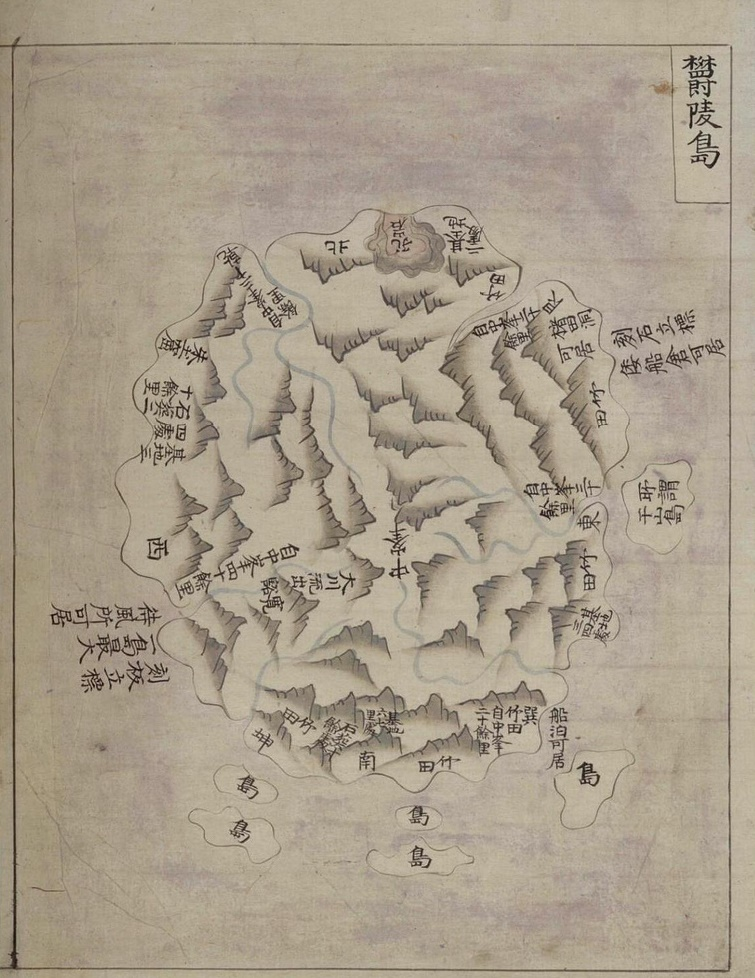
廣輿圖 (Gwang Yeodo,1737-1776) Эта карта показывает Уллындо с маленьким островом у его восточного берега, обозначенным как «так называемый «Усандо»,(所謂 于山島).
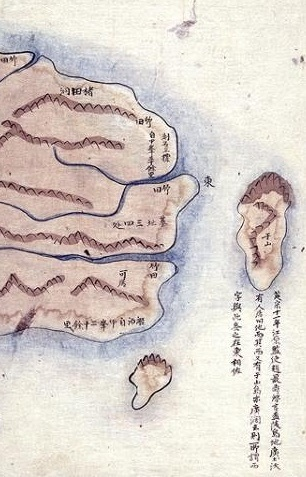
Ким Чжон-хо «Daedongyeojido» (1861): Восточный Уллындо(鬱陵島) и Усандо (于山)
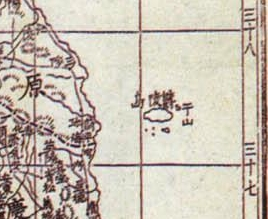
Карта Корейской Империи: Уллындо (鬱陵島) и Усан (于山)

## Административное деление
Входит в состав уезда Уллын провинции Кёнсан-Пукто, являясь основной частью этого уезда. К уезду Уллын также приписаны 42 более мелких острова, включая острова Лианкур (Такэсима/Токто), являющиеся предметом длительного территориального спора между Южной Кореей и Японией. Все эти острова находятся в акватории Японского моря. Сам Уллындо разделен на три примерно равных по территории района, включающие север, юго-запад и юго-восток острова. Статус всех поселений на острове - "ри"  (деревня; 리; 里), это самое мелкое в Корее, единственное административно-территориальное подразделение уездных городов (ып) и волостей  (мён).

## География

Остров Уллындо

Площадь острова — 73,15 км². Является девятым по величине островом Республики Кореи. С высоты птичьего полета остров представляет собой приблизительно неправильный пятиугольник. Остров имеет 9,5 км (5,9 миль) в длину и 10 км (6,2 мили) в ширину. Происхождение вулканическое, является вершиной потухшего стратовулкана, который, по оценкам геологов, последний раз извергался около 5 000 лет назад. Состоит из трахита, андезита и базальта.  Высочайшая точка острова — пик Сонъибон, который находится на высоте 984 м над уровнем моря. Рельеф очень гористый, со множеством скал и крутых склонов.  Лишь в центральной и северной части острова находится окруженная со всех сторон высокими скалами относительно ровная котловина Нари, возникшая на месте вулканической кальдеры, заполненной впоследствии осадочными породами. Побережье очень скалистое, во многих местах скалы высотой до 90 метров обрываются прямо в море. Естественных гаваней нет. Около Уллындо есть несколько небольших островов и скал. Самым большим из прибрежных островов является Чукто, площадь которого составляет более 20 гектаров ( 207 818 кв. метров ).

## Флора и фауна
На Уллындо обнаружено до 650 видов растений и деревьев, включая болиголов, бук и кипарис, около 50 видов птиц. Ранее на острове насчитывали 340 видов насекомых, однако исследование 2013 года обнаружило на Уллындо 1,177 видов насекомых.
Рябина вида Sorbus ulleungensis является эндемиком острова.
Поскольку у побережья Уллындо встречаются холодные и тёплые течения, его прибрежные воды богаты рыбой, кальмарами, другими морскими обитателями и водорослями. Японские морские львы, лежбища которых ранее находились на побережье Уллындо и других островах Японского моря, в 1950-е годы были полностью истреблены из-за охоты и преследования рыбаками.

## Климат
Для Уллындо характерен влажный субтропический климат, который больше похож на климат западной Японии, чем Корейского полуострова. Зимой выпадают обильные снегопады и бывает мало солнечных часов. Среднегодовая температура воздуха в январе равна 1,7 С, но в отдельные годы температура в январе может упасть до -14 С. В летние месяцы температура воздуха держится около 20 С, среднегодовая температура в августе равна 23,8 С. Среднегодовое количество осадков составляет 1480 мм. Пресной водой остров снабжен хорошо, на Уллындо есть много небольших речек-ручьёв с чистой водой, впадающих прямо в море. Штормовых дней много, а в отдельные годы на остров обрушиваются мощные тайфуны, способные причинить значительные разрушения зданиям и сооружениям.

## Население
Численность жителей на 31 декабря 2022 года составила 8996 человек. Главным населенным пунктом и административным центром острова является порт Тодон, где живёт около 5 тысяч человек. Остальное население Уллындо проживает в ряде небольших поселений, которые почти все расположены на берегу моря или недалеко от него. В центральной части острова имеются лишь одно поселение, на равнине Нари, где население занимается сельским хозяйством. На небольшом острове Чукто, расположенном на расстоянии 2,2 км от Уллындо, сейчас проживает только одна семья, занимающаяся там сельским хозяйством и приёмом туристов. Раньше на Чукто жили до 25 семей, которые там занимались сельским хозяйством, но к настоящему времени они почти все выехали из-за отсутствия школы, регулярного водоснабжения, электричества и других современных удобств, а также из-за трудности доступа. На небольшом прибрежном островке Гванымдо ( Gwaneumdo ) восточнее Уллындо, на котором раньше жили несколько человек, теперь никто не живет, хотя сейчас к нему построен пешеходный мост. Остальные островки в настоящее время являются полностью необитаемыми и посещаются лишь туристами. В последние годы население Уллындо начинает сокращаться ввиду выезда части жителей по экономическим причинам из-за уменьшения улова кальмаров и стихийных природных явлений. Еще одной причиной выезда населения является то, что на Уллындо имеется лишь средняя школа, из-за чего родители, желающие дать своим детям высшее образование, вынуждены уезжать на материк.

## Экономика
Перерабатывающая промышленность на Уллындо развита мало. Основные источники доходов островитян — туризм, где занято около 40% населения и морские промыслы ( рыболовство, добыча различных морепродуктов ), что даёт работу ещё 40% населения. Помимо лова рыбы, в прибрежных водах Уллындо добывают крабов, морские ушки, но особо важное значение для местной экономики имеет лов кальмара. В сельском хозяйство занято около 20% населения. Сельскохозяйственные плантации в основном расположены в котловине Нари, которая находится в северной части острова. На Чукто, самом крупном из прибрежных островов, для сельскохозяйственных целей используется свыше 5 гектаров ( 52 549 кв.метров ) земли.

## Энергетика
Основные энергетические нужды Уллындо обеспечивают две дизельные электростанции. Кроме того, на севере есть гидроэлектростанция мощностью 750 кВт, исторически первая на острове, и ряд ветряных энергоустановок. Многие здания на Уллындо покрыты фотоэлектрическими панелями. В будущем планируется полностью перевести энергоснабжение острова на возобновляемые источники.

## Наземный транспорт
По побережью острова проложена платная круговая автомобильная дорога со множеством тоннелей, от неё отходит несколько веток в направлении к центральной части Уллындо. Официальное её название «Местная дорога, поддерживаемая государством, N 90». Эта дорога протяженностью 44,2 км из-за очень сложных геологических условий и крайней дороговизны строилась в течение нескольких десятилетий и была открыта в конце 2018 года. Хотя её называют кольцевой дорогой Уллындо, на юге острова её строительство на ряде участков не завершено и поэтому она пока ещё не замкнута в кольцо. Ограничение скорости на большинстве участков дороги составляет 40 км/ч и лишь в некоторых местах разрешено ездить на скорости 60 км/ч. В 2020 году эта дорога на ряде прибрежных участков пострадала от тайфуна N 9. Из-за сложной местности и многочисленных крутых дорог население в основном использует внедорожники. Так как угнать автомобиль и тайно вывезти его с острова невозможно, на Уллындо из-за нехватки мест для парковки существует обычай оставлять ключи зажигания в замке, чтобы соседи при необходимости могли сами переставить машину на другое место, если это им потребуется при выезде с парковки. Правительство Республики Корея поощряет использование на острове электротранспорта, предоставляя для этого субсидии на покупку электромобилей в размере до 3200 вон. Для легковых автомобилей есть кемпинги, а для грузовых специальные стоянки.

## Морской транспорт
В главном порту Тодон ( Jeodong-ri ) построена искусственная гавань с пристанью, куда регулярно ходит паром между Уллындо и материком. В других частях острова есть несколько причалов с искусственными гаванями. Паром «Цветок» вместимостью 443 пассажиров курсирует по маршруту Уллындо, Токто, Пхочан, Ульчин, совершая рейс всего за 2 часа 20 минут. Для обеспечения безопасности судоходства на Уллындо построены три маяка, которые находятся на восточной, южной и западной оконечностях острова.

## Авиационный транспорт
Строительство аэропорта Уллын, начатое 6 декабря 2020 года, планируется завершить в 2025 году. Длина его взлетно-посадочной полосы должна составить 1200 метров при ширине 30 метров. Для создания аэродрома планируется выровнять участок земли в южной части острова, а также засыпать прибрежный участок моря. Пока аэродром не построен, в случае необходимости для экстренной доставки больных в лечебные учреждения используются вертолеты, в том числе вертолеты Береговой охраны Японии.

## Туризм
Туристическая отрасль на Уллындо развита хорошо, есть много гостиниц для приема туристов. Главными видами отдыха являются горный туризм и рыбалка. Кроме того, прогулочные лодки возят туристов вокруг острова для осмотра достопримечательностей, в том числе необычных скальных образований и небольшого острова Чукто, где находится площадка для стоянки и отдыха, а также экологический парк. Для доступа туристов к небольшому островку Гванымдо ( Gwaneumdo ) построен висячий пешеходный мост длиной около 100 метров, вход платный при цене билета 4000 вон. Другими туристическими достопримечательностями острова являются: самый высокий пик острова Сонинбон (984 м), водопад Поннэ, природный «ледяной дом» и прибрежная скала, с которой в ясную погоду открывается вид на острова Лианкур (известные в Японии как Такэсима).

## Образовательные и культурные учреждения
Для начального обучения детей на Уллындо есть средняя школа, частная школа английского языка. Работает библиотека.

## Торговля и сфера обслуживания
На Уллындо имеется большая сеть магазинов, рестораны корейской, китайской и японской кухни, закусочные, пиццерии, пекарня, фермерские и рыбные рынки, на которых рыбаки продают свой улов. Также есть пункты проката автомобилей, мастерская для ремонта электроники, несколько автомастерских и массажные салоны.

## Религиозные учреждения
Из религиозных учреждений на Уллындо имеется баптистская церковь и буддийский храм.

## Сфера развлечений
На Уллындо имеются дайвинг-центр, ботанический сад, природные и экологические парки, ночные и спортивные клубы, спортивный стадион.

## Галерея

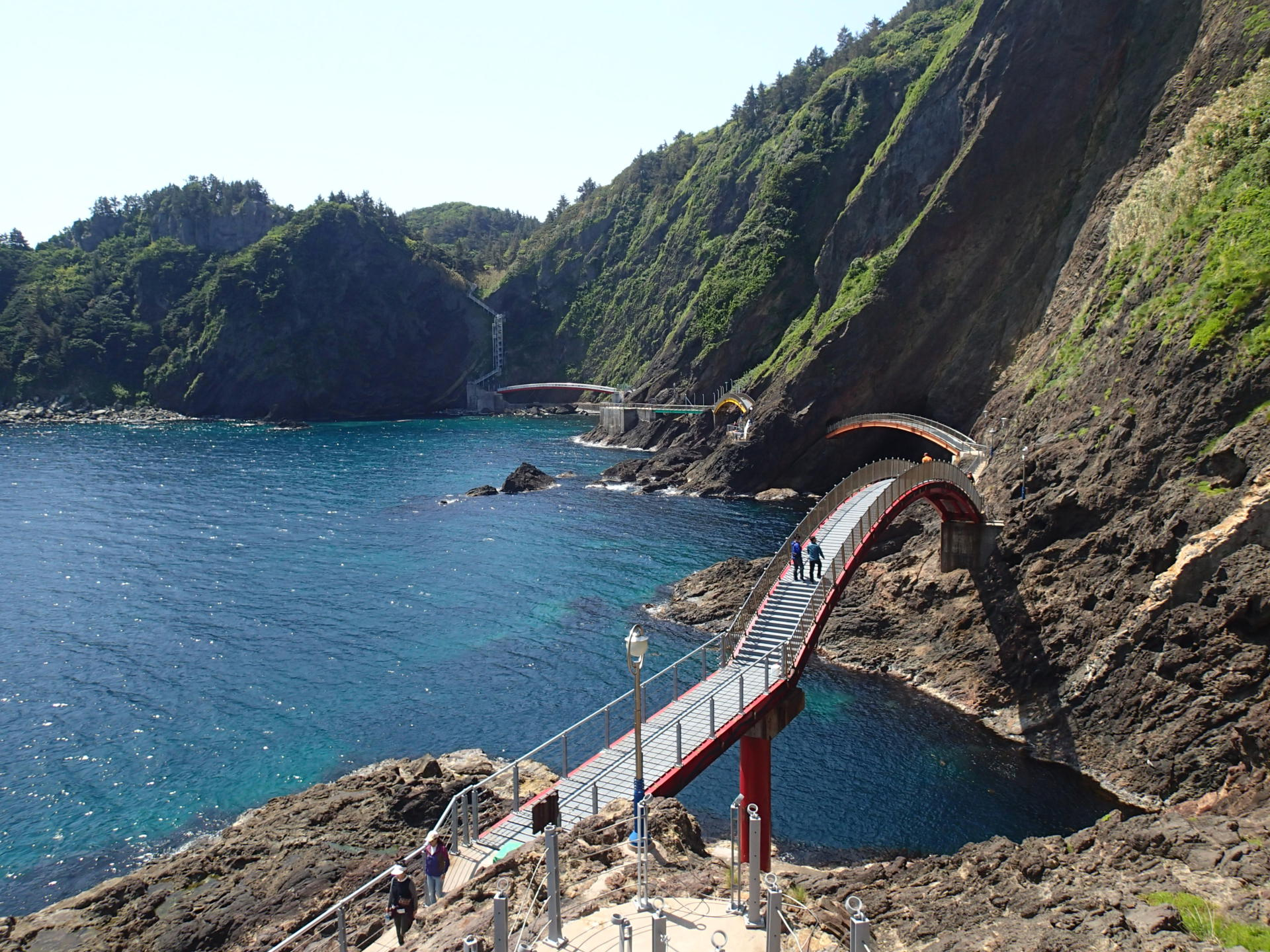
Пешеходная дорожка вдоль побережья (2014)
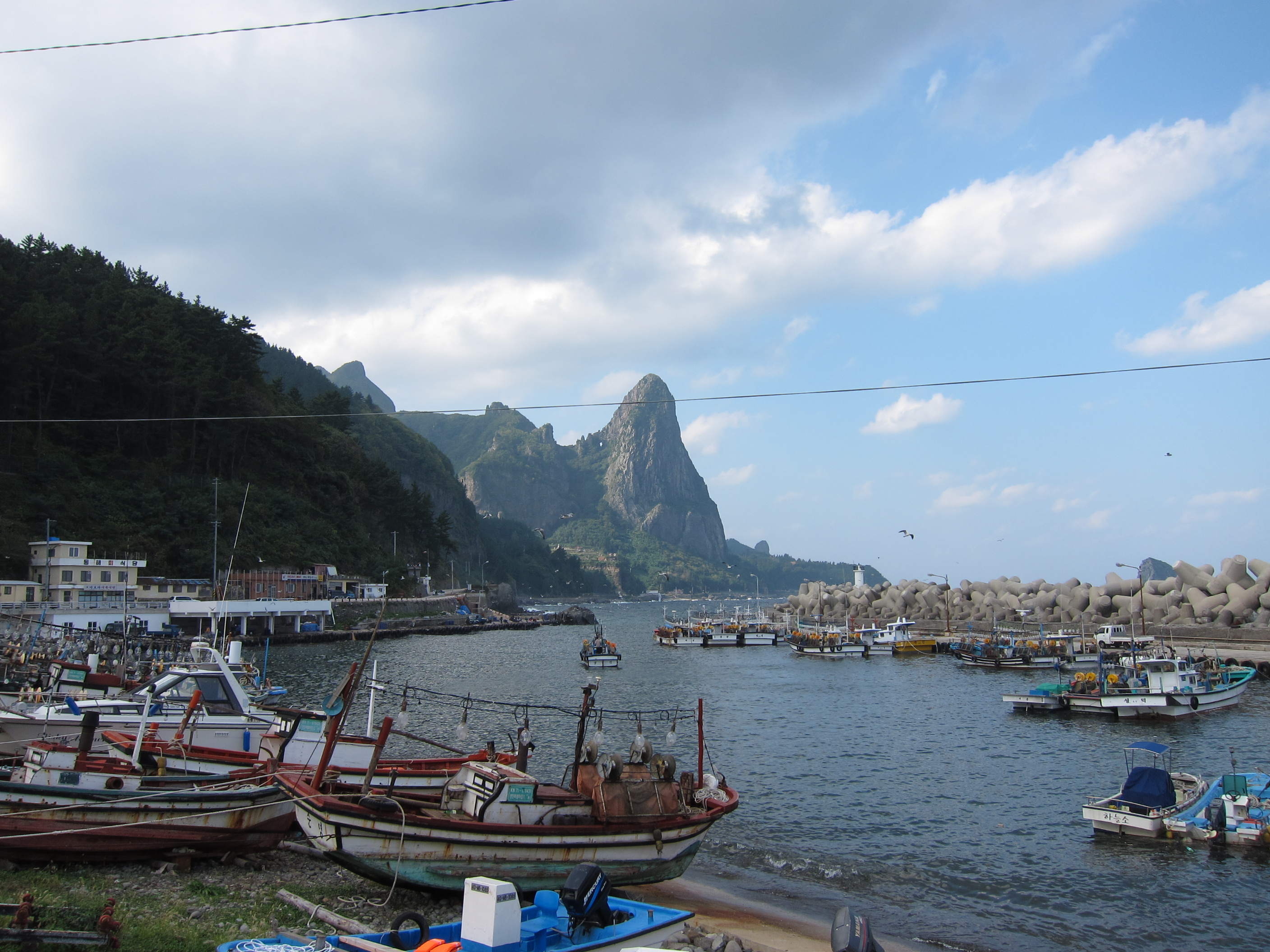
Лодки около прибрежных скал (2010)
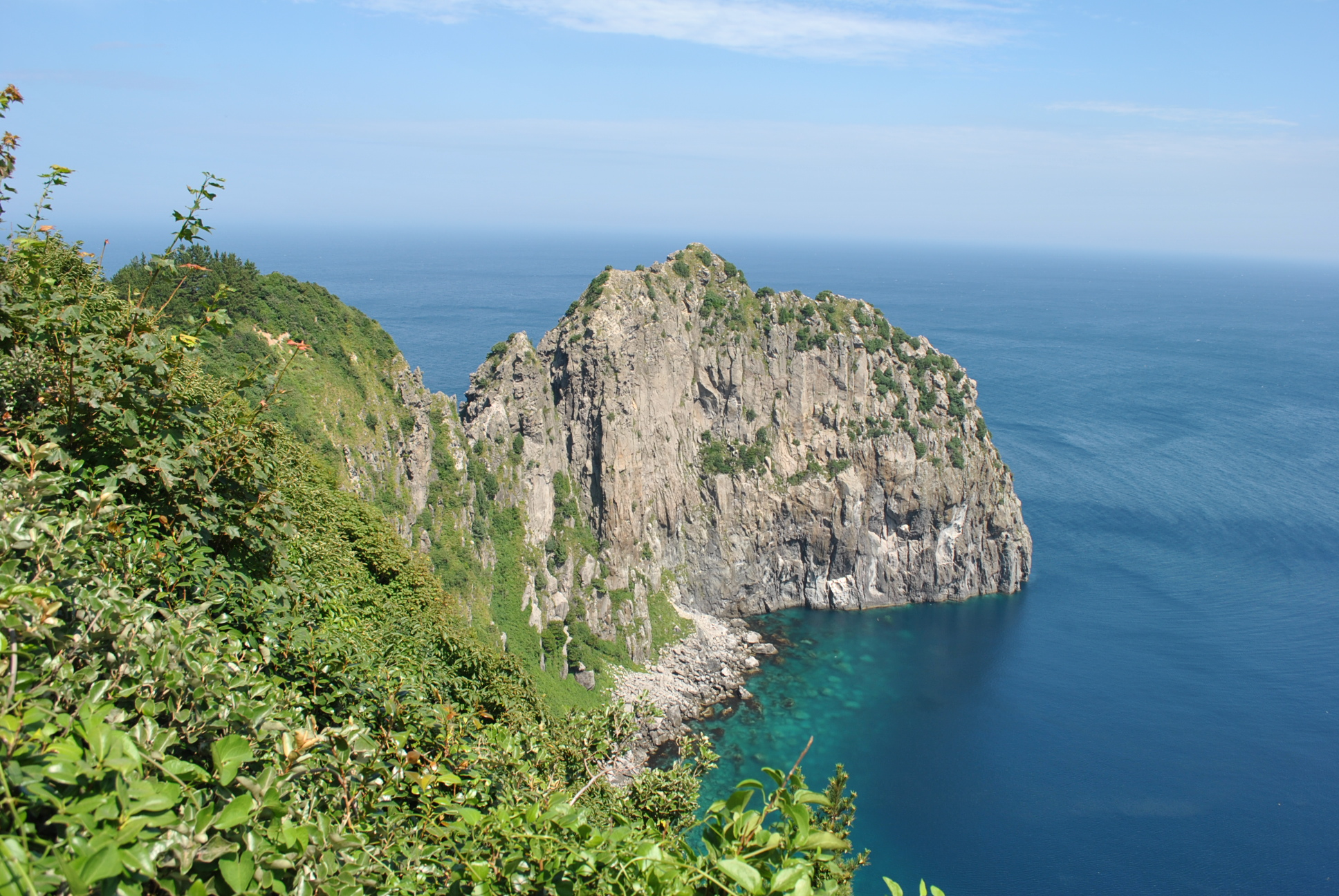
Скалы на острове (2010)
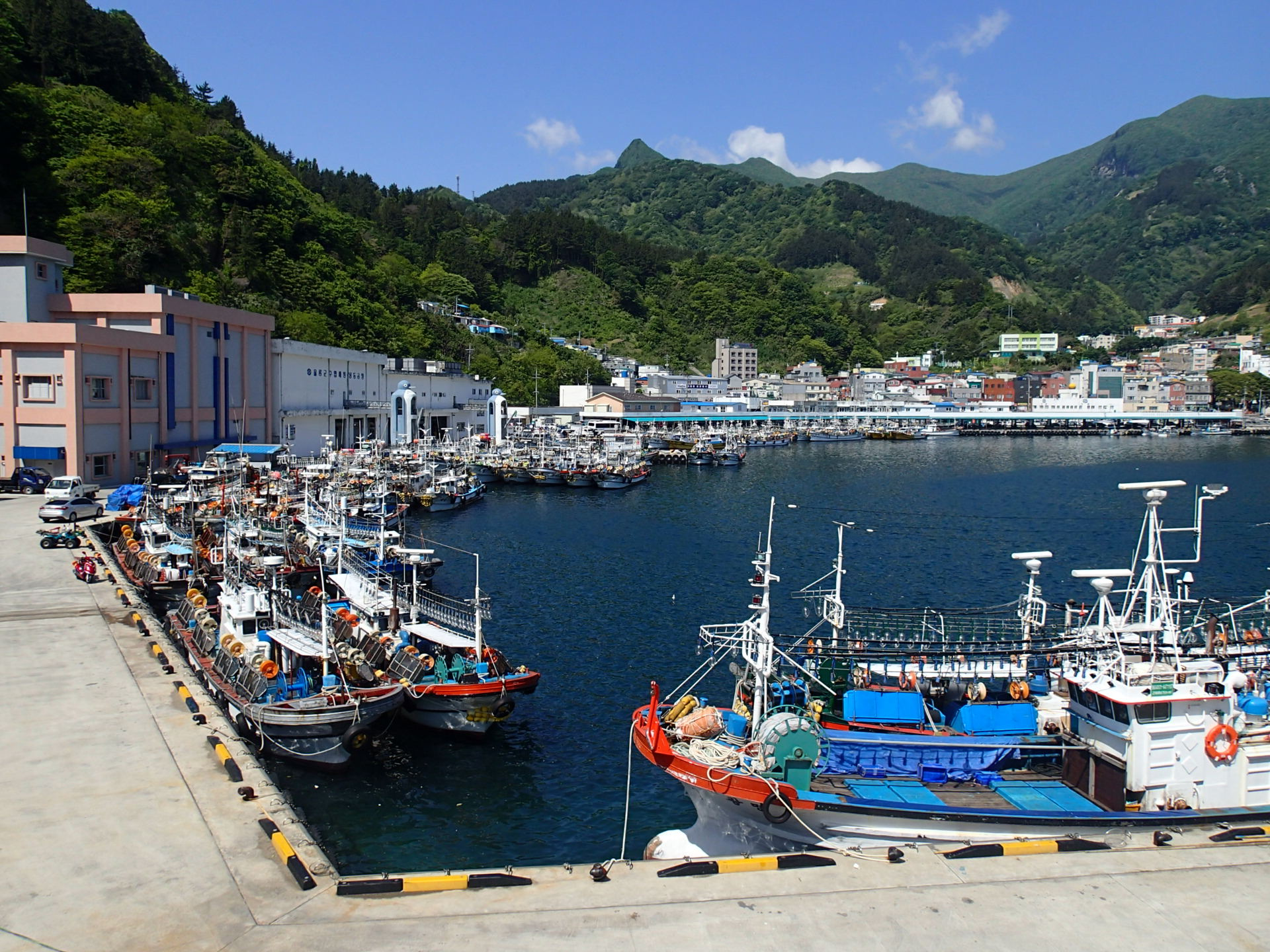
Гавань города Тодон, административного центра острова (2014)